# IBM PCjr
| QS-Informatik | Dieser Artikel wurde wegen inhaltlicher Mängel auf der Qualitätssicherungsseite der Redaktion Informatik eingetragen. Dies geschieht, um die Qualität der Artikel aus dem Themengebiet Informatik auf ein akzeptables Niveau zu bringen. Hilf mit, die inhaltlichen Mängel dieses Artikels zu beseitigen, und beteilige dich an der Diskussion! (+) Begründung: Überarbeitung notwendig: Belege. Knurrikowski (Diskussion) 14:52, 11. Apr. 2016 (CEST) |

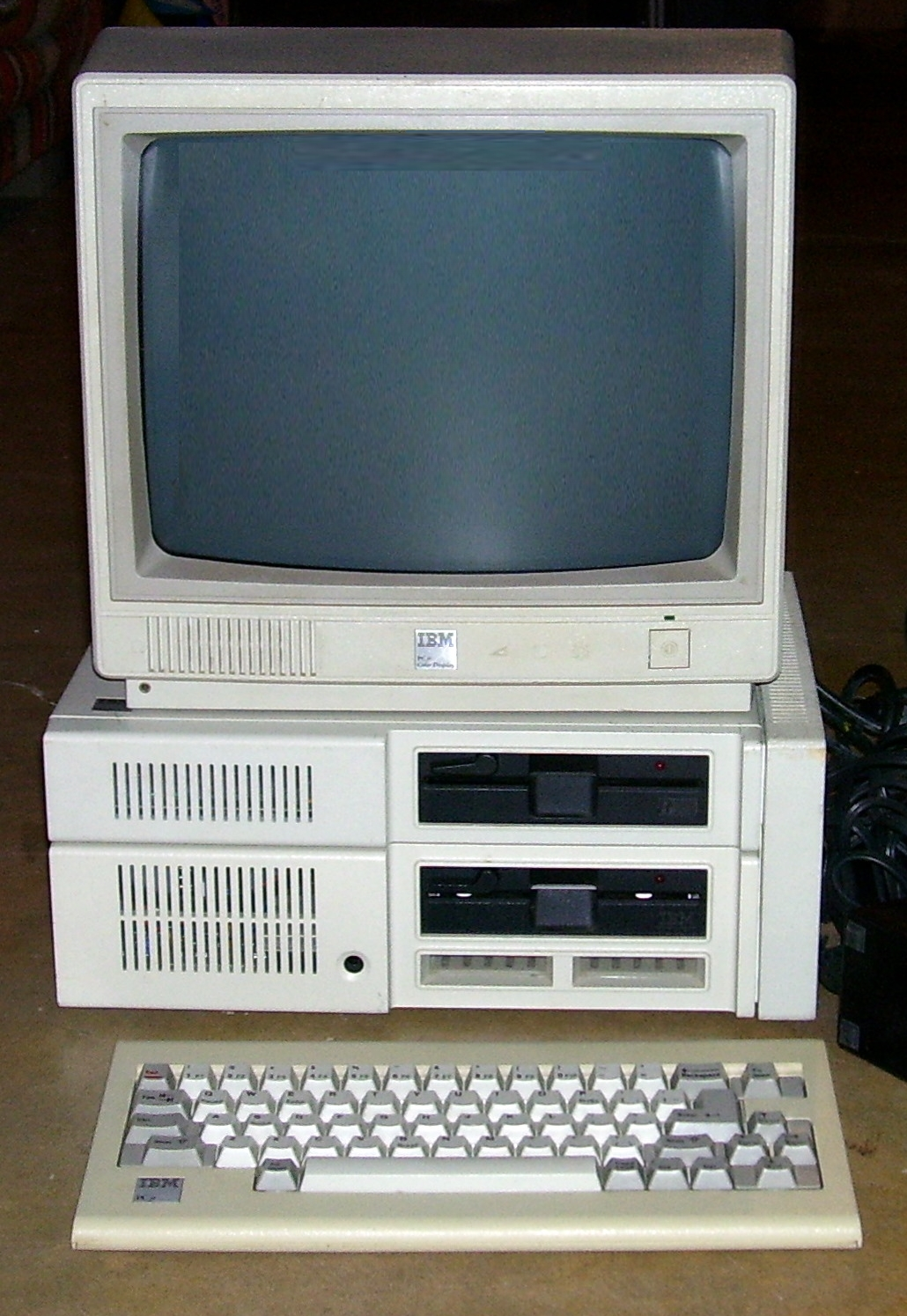
IBM PCjr mit abweichender Tastatur

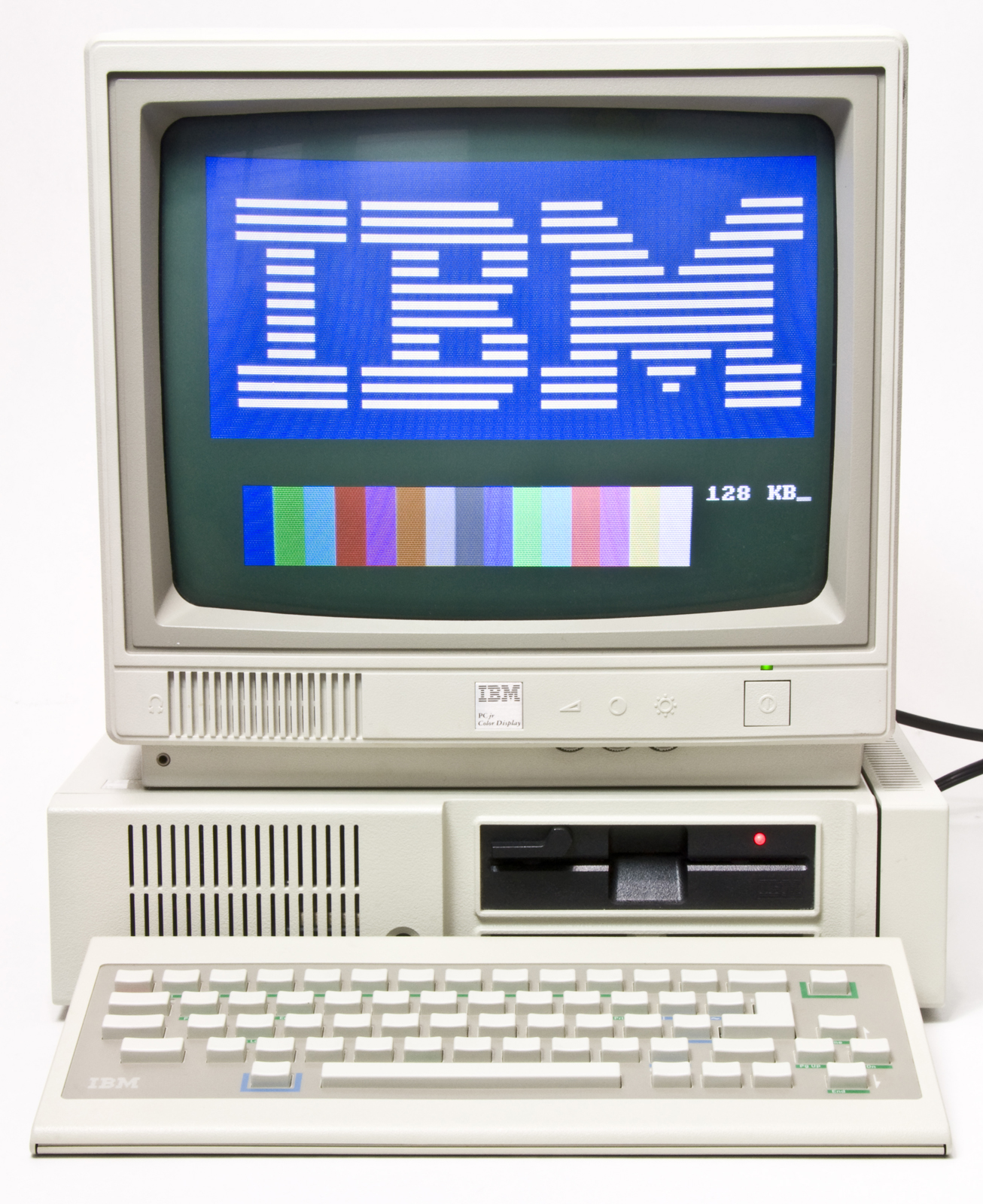
IBM PCjr mit originaler Tastatur

Der IBM PCjr (Typ 4860) war eine Homecomputer-ähnliche und preiswertere Variante des IBM PC.
Er wurde von IBM entwickelt, nachdem sich der vergleichsweise teure PC nicht als Rechner für den durchschnittlichen Heimanwender durchgesetzt hatte. Der am 1. November 1983 der Öffentlichkeit vorgestellte Rechner wurde jedoch aufgrund seines beschränkten Leistungsumfanges und immer noch hohen Preises ein Misserfolg, den IBM später vergeblich mit dem IBM PC JX wiedergutzumachen versuchte.

## Technik
Er verfügte wie der PC über einen Intel 8088 als CPU (zum Teil wurde auch ein Nachbau in Gestalt eines AMD D8088 verbaut), welcher mit 4,77 MHz getaktet war. Die Speicherausstattung betrug ebenfalls 64 KB, war jedoch (offiziell) nur auf 128 KB vergrößerbar. Der DMA-Controller wurde gegenüber dem PC eingespart, wodurch einige hardwarenah programmierte Anwendungen für den IBM PC auf dem PCjr nicht laufen. Auch gab es keine offizielle Möglichkeit zur Nachrüstung eines zweiten Diskettenlaufwerks oder zum Einbau einer Festplatte.
Die Möglichkeit, dem Rechner mittels Erweiterungskarten neue Funktionen hinzuzufügen, beschränkte sich auf einen sogenannten Sidecar-Anschluss (engl. für Beiwagen), für den auch Speichererweiterungen bis insgesamt 512 KB verfügbar waren. Sidecar-Erweiterungen waren flache Gehäuse, die einfach an der rechten Seite an den Computer angesteckt werden konnten. Programme konnten wie beim PC über das 5,25"-Diskettenlaufwerk oder einen Kassettenrecorder-Eingang geladen werden. Zusätzlich gab es an der Front zwei Steckplätze für Cartridges, die beispielsweise eine erweiterte Version des integrierten Microsoft BASIC oder Spiele enthalten konnten.
Eine weitere Besonderheit war die Tastatur, die kabellos über eine Infrarot-Schnittstelle an der Front mit dem Rechner verbunden wurde. Aus Kostengründen wurden dabei nicht die Tasten, sondern der Raum oberhalb der Tasten beschriftet – was die Nutzung erschwerte. Weitere Kritikpunkte waren die oft unzuverlässige Infrarotverbindung und der unpräzise Anschlag.
Das Grafiksystem war Onboard auf der Hauptplatine integriert und ließ sich daher nicht aufrüsten. Es ist zum CGA-Standard kompatibel, verfügt zur besseren Positionierung auf dem Heimanwendermarkt allerdings zusätzlich über zwei weitere Grafikmodi, welche 16 Farben bei 320×200 Pixel sowie vier Farben bei einer Auflösung von 640×200 Pixel bereitstellten, allerdings auf Kosten des für Programme verfügbaren Arbeitsspeichers. Der PCjr wurde komplett mit Monitor geliefert. Ein weiteres Zugeständnis an den Heimanwendermarkt war das integrierte Soundsystem, welches auf einem TI 76496-Chip von Texas Instruments basierte, drei Stimmen gleichzeitig wiedergeben konnte und eine enorme Verbesserung gegenüber dem Systemlautsprecher des IBM-PC und PC XTs darstellte.
Der PCjr kam in zwei Varianten: Dem Model 4, welches den ursprünglichen PCjr darstellt, und dem Model 67, einer erweiterten Version mit u. a. einem zusätzlichen Diskettenlaufwerk.